# Ковач, Йоже
}}
Йоже Ковач (словен. Jože Kovač; род. 23 сентября 1961, Любляна) — югославский словенский хоккеист, защитник.

## Биография
Отец работал в спортивном комплексе «Тиволи Холл»: после того, как семья увидела матчи чемпионата мира 1966 года, Йоже решил заниматься хоккеем. Первый тренер — словак Беняч, который ставил чехословацкий стиль игры многим своим югославским воспитанником. В августе 1977 года Йоже дебютировал в матче за люблянскую «Олимпию», а в ноябре того же года попал в сборную Югославии под руководством Бориса Светлина. В феврале 1978 года на турнире в Канаде Ковач получил предложение выступать за океаном, но отказался по просьбе отца.
К 23 годам Ковач сыграл на пяти чемпионатах мира и стал твёрдым игроком основы «Олимпии», в 1984 году сыграл на Олимпиаде в Сараево (но не отметился заброшенными шайбами). В 1985 году президент хоккейного клуба «Црвена звезда» Момчило Атанасиевич объявил о намерении добиться победы в чемпионате Югославии и провёл несколько трансферов, в том числе убедив Йоже Ковача и Матьяжа Секеля из «Олимпии» перейти в белградский клуб. Ковач совершил переход уже после завершения Олимпиады. По его словам, Белград стал для него своеобразным крупнейшим спортивным сообществом всей страны, умевшим налаживать контакты и с игроками, и с болельщиками. «Црвена звезда» выиграла регулярное первенство, но в финале проиграла без шансов «Акрони Есенице». По словам Ковача, команду ослабила потеря основного вратаря Томича перед финалом, а вышедший на замену Рале Шемсединович не обладал достаточными силами в свои 40 лет.
В возрасте 28 лет Ковач готовился получить разрешение по югославскому законодательству выступать за рубежом, однако летом его попытка перейти в «Азиаго» сорвалась из-за югославской стороны, которая не подписала все документы. Он вернулся в «Олимпию» и на следующем чемпионате мира стал лучшим защитником по итогам выступления. Получив образование на машиностроительном факультете, он получил постоянную работу, а вскоре завёл семью.
В 2014 году был членом тренерского штаба сборной Словении на Олимпиаде в Сочи, также он работал спортивным менеджером и помощником тренера в клубе «Олимпия».